# Gogulové

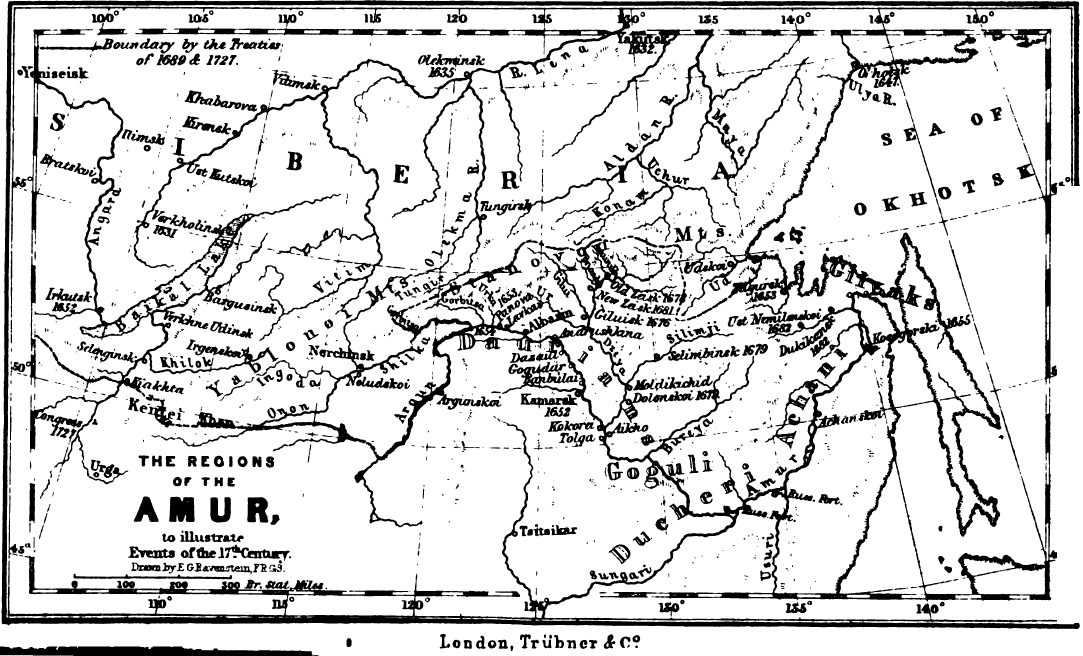
Předpokládané oblasti rozšíření Daurů, Ďučerů a Gogulů v polovině 17. století, ilustrace knihy The Russians on the Amur E.G.Ravernsteina, 1861

Gogulové byl zřejmě tunguzský národ žijící do poloviny 17. století na středním toku Amuru, přibližně od ústí Bureji po ústí Sungari.
Gogulové byli příbuzní Ďučerům, nebo jejich část. Poprvé o nich psal ruský průkopník Jerofej Chabarov ve své zprávě z roku 1651. Jeho předchůdce Vasilij Pojarkov na stejné území umisťuje Ďučery. Žili v malých vesnicích, zabývali se zemědělstvím. Bylo jich kolem 4 tisíc.
Kozáci Chabarova a jeho nástupce Onufrije Stěpanova od nich silou vymáhali potraviny a jasak, do roku 1658 proto Gogulové přesídlili na řeku Mudan, kde splynuli s Mandžuy.